# Shuangyan (socken i Kina, lat 26,62, long 102,81)
Shuangyan (kinesiska: 双堰乡, 双堰) är en socken i Kina. Den ligger i provinsen Sichuan, i den sydvästra delen av landet, omkring 460 kilometer söder om provinshuvudstaden Chengdu. Antalet invånare är 10 825. Befolkningen består av 4 843 kvinnor och 5 982 män. Barn under 15 år utgör 29,0 %, vuxna 15-64 år 60 %, och äldre över 65 år 10,0 %.
Genomsnittlig årsnederbörd är 1 047 millimeter. Den regnigaste månaden är juli, med i genomsnitt 266 mm nederbörd, och den torraste är januari, med 4 mm nederbörd.